# كاثي بيكمان
كاثي بيكمان (بالإنجليزية: Kathy Beekman)‏ هي رسامة أمريكية، ولدت في 1971 في إيفانستون في الولايات المتحدة.